# 2020年伊朗襲擊伊拉克美軍基地
2020年1月8日，伊朗的伊斯兰革命卫队發動名為「烈士蘇萊曼尼行動」（波斯語：عملیات شهید سلیمانی）的軍事行動，向伊拉克西部安巴尔省的阿薩德空軍基地和伊拉克庫爾德斯坦阿尔贝拉的空軍基地發射22枚弹道导弹 ，報復美軍刺殺卡西姆·蘇萊曼尼中將。伊朗曾在發動攻勢前通知伊拉克政府有關行動。行動未有導致伊拉克和美國人員傷亡。在此以前，伊朗已經發動復仇行動，包括在1月4日用火箭炮和迫擊砲空襲巴拉德空軍基地和綠區。伊朗發動蘇萊曼尼行動當日的黃昏，路透社報道有3枚喀秋莎火箭炮擊中巴格達綠區。

## 背景
2020年1月3日，伊朗將軍卡西姆·蘇萊曼尼在巴格達被美軍擊殺。其後，伊朗官員表明伊朗將會報復美方行動。據報導指出，美國情報機構偵測到伊朗的彈道導彈進入準備就緒狀態，但不清楚是防衛意圖，還是將攻擊美軍的跡象。美國總統唐納·川普警告德黑蘭政府，任何報復行動將會令到美國鎖定52個重要據點發動襲擊，包括文化遺跡。
阿薩德空軍基地曾在2019年12月3日遭到5枚火箭炮擊中，未造成傷亡。但空軍基地的「軍方消息」和「鄰近城鎮的地方官員」指出有關報道是錯誤。推特上的一系列報道一度令美國和布蘭特原油期指上升。
2020年1月4日，兩枚火箭擊中巴格達附近的巴拉德空軍基地，另外兩枚迫擊砲則跌落巴格達綠區。兩場襲擊未有導致傷亡或損失。
根據伊拉克總理阿迪勒·阿卜杜勒-迈赫迪發言人所指，總理在1月8日午夜收到來自伊朗的訊息，表示回應蘇萊曼尼將軍被殺的行動「已經開始或快將開始」。伊朗亦通知伊拉克總理，只有美軍駐紮的位置才會被針對。雖然伊朗未有公開目標的確切位置，但是美國官員證實當地美軍接獲警告，並有足夠時間避難。

## 襲擊

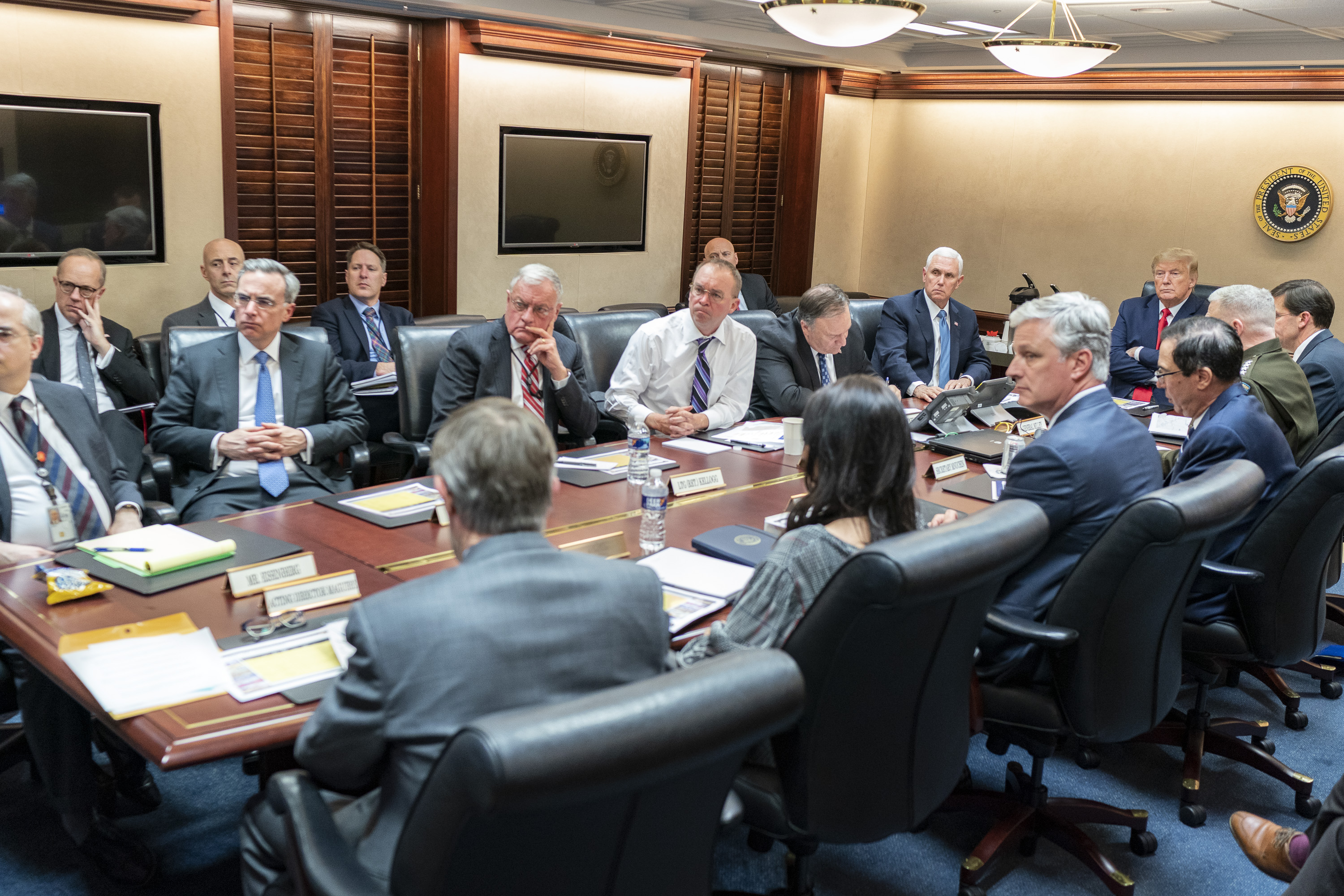
2020年1月7日，美國總統特朗普與高級顧問在白宫战情室舉行會面，評估導彈襲擊的影響。

根據官方營運的伊朗學生通訊社報道，伊朗向基地發射了「數十枚地對地導彈」並承認策劃襲擊。通訊社指出，發射導彈的命令代號為「啊扎赫拉」。是次襲擊分為兩輪，當中相距約一小時。伊斯兰革命卫队在襲擊後承認責任，並公布行動是回應蘇萊曼尼被殺一案。衛隊補充道，若美國執行報復性空襲行動，衛隊將會以同等武力回應。伊斯蘭革命衛隊又宣布，他們的聲明是針對所有美國盟友的警告，包括向美軍提供駐紮基地的國家。
五角大楼確認阿薩德空軍基地和阿尔贝拉空軍基地遭到彈道導彈襲擊，但質疑伊朗發射導彈的數量。
- 美国中央司令部發言人指出，伊朗一共發射了15枚導彈，當中10枚擊中阿薩德空軍基地、1枚擊中阿尔贝拉基地、4枚任務失敗[21]。
- 美國國防部長馬克·埃斯柏表示，16枚短程彈道導彈由伊朗國內三個地方發射，當中11枚擊中阿薩德空軍基地、1枚擊中阿尔贝拉基地、4枚未能擊中目標。
- 其他消息證實，2枚彈道導彈以阿尔贝拉為目標，一枚擊中艾比爾國際機場但沒有爆炸，另外一枚在阿尔贝拉20英里（32）外降落[24]。
- 伊拉克軍方表示，凌晨1時45分至2時15分期間，共有22枚彈道導彈被發射，其中17枚飛向阿薩德空軍基地、5枚向阿尔贝拉[25]。
- 《軍事時報（英语：Army Times）》引述美軍突擊隊成員表示，阿薩德空軍基地遭受沉重打擊[26]。

另外，美国方面声称，部署在伊拉克的美军的陆基「密集阵」近防武器系统（即「陆基密集阵-反火箭炮、火炮和迫击炮」系统）成功拦截了一枚伊朗方面发射的中近程弹道导弹。
法斯通訊社公開聲稱是美軍駐伊拉克基地遇襲的影片。伊朗外長穆罕默德·贾瓦德·扎里夫表示，伊朗象徵式的向軍事基地發動襲擊；革命衛隊發言人表示，開始空襲攻勢的時間大約是蘇萊曼尼死亡的時間。

### 損失

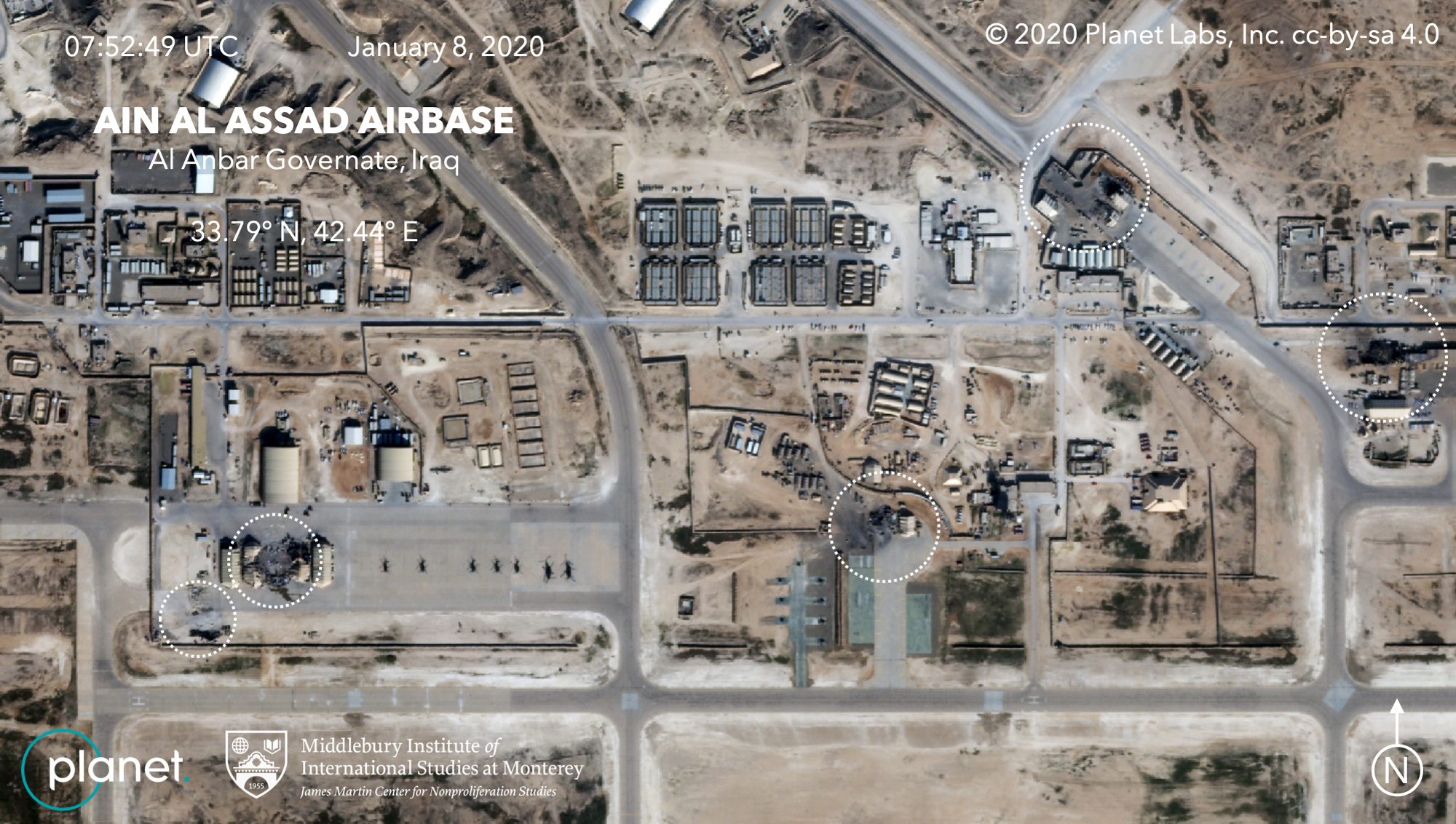
阿薩德空軍基地有至少五棟建築（圓圈內）遭受伊朗導彈攻勢破壞

經初步評估後，美軍認為沒有美方人員死亡，總統特朗普及後亦确认有關消息。伊拉克高級官員稱，襲擊中沒有造成美方或伊拉克人員傷亡。多國聯軍亦在兩國基地駐紮，澳洲、加拿大、丹麥、芬蘭、立陶宛、挪威和波蘭均確認他們的士兵沒有損傷。伊朗電視台聲稱，超過80名美國人死亡，並毀壞了美軍直升機及「軍事裝備」。石油输出国组织秘書長穆罕默德·巴根多在阿卜杜拉記者會上公佈，伊拉克的石油設施全數安全。
美國總統特朗普说，襲擊僅造成小規模損失。不過星球實驗室的衛星圖片顯示，阿薩德空軍基地遭受廣泛破壞，至少五幢建築損毀。另外，襲擊看起來十分精準，能夠針對單獨的建築物進行空襲。明德大学蒙特雷国际研究学院分析師戴維·施默勒（David Schmerler）評估有關圖片後表示，襲擊似乎擊中了軍機的儲藏所，而軍事人員所居住的建築則未有被空襲。美國國防部長稱，空襲只有對「帳篷、滑行道、停車場、直升機」等不太重要的東西造成破壞。兩名國防部官員向《新聞周刊》表示，18枚導彈降落在阿薩德空軍基地，當中三枚在跑道上，另外一枚擊中並破壞了空管塔。一個UH-60黑鹰直升机和一架MQ-1捕食者无人攻击机損壞，以及10個帳篷被「摧毀」。
多個歐洲和美國官員都相信伊朗特意避免在空襲行動中造成傷亡，反而是藉此傳達訊息－伊朗會在蘇萊曼尼被殺後堅定信念。不過，五角大樓官員則相信導彈攻勢是有意殺死美國人。美國參謀長聯席會議主席马克·米利相信該些導彈意圖造成結構性破壞、摧毀車輛、軍備和軍機，以至殺害駐紮基地的人員，補充指美軍的保衛措施和预警雷达成功避免了人員傷亡。伊朗伊斯蘭革命衛隊空軍指揮官阿米爾·阿里·哈吉扎德表示，攻擊原意並非殺死美軍，但空軍亦可以策劃相關軍事行動。他聲稱伊朗在是次空襲期間發動網絡攻擊，停用了美國的導彈追蹤系統，又指出只有逼使美軍撤出伊拉克才是最恰當的報復。

### 負傷
阿薩德空軍基地的美軍指揮官添·賈蘭上校表示，導彈空襲基地之時，2名士兵正於守衛塔站崗。二人被導彈的威力吹走，導致腦震盪。1月16日，數名美國國防部官員證實因為「出於謹慎」，11名美軍被医疗后送至軍事醫院，包括3人到科威特的阿里富震營，另外8人被送往德國兰施图尔的地区医疗中心。他們都被檢查有否出現創傷性腦損害，並进行进一步评估。根據國防部高級官員，「襲擊後一周，仍然有部分軍人出現腦震盪的症狀」，補充指「我們在最近24小时才得知情況」，另一名官員則表示，為爆炸附近的所有人员进行創傷性腦損害檢查是标准程序。
由於美方原先表示無人傷亡，有美軍負傷的報告引起了外界的疑惑，並同時引起對於腦部受傷應否斷定為「傷亡」的辯論。五角大樓強烈否認意圖隱瞞傷亡，發言人表示，在公眾得知有士兵需要医疗后送前的數小時，國防部長才得悉事件，而腦部受傷通常都需要時間斷症。直至伊朗導彈襲擊後數日，至少11名美軍才因傷被救離伊拉克。截至2020年1月31日，美国國防部承認美军受伤人数為64人，多半是脑震荡。

## 後續
美国联邦航空管理局發出「給飛行員通知」，禁止美國民航航空公司在兩伊空域、波斯灣和阿曼灣上空進行飛行活動。新加坡航空和澳洲航空亦改道飛行，避免進入伊朗領空。
2020年1月8日黃昏，路透社報道，不明民兵組織發射3枚喀秋莎火箭炮，擊中巴格達綠區。
1月10日，特朗普政府向伊朗實施新一輪經濟制裁，針對伊朗的金屬行業，包括建築、製造、紡織和採礦業。繼而，美國再宣布17項制裁，包括伊朗最大的銅、鋼、鋁、鐵製造商，一個將總部設於中國和塞舌尔的企業網絡，以及一艘涉及運輸金屬產品的船隻。華府亦制裁8名涉及導彈空襲的伊朗高官，包括最高國家安全委員會秘書阿里·沙姆卡尼、軍方副參謀長穆罕默德·尼撒·阿什蒂亞尼·亞萊傑、伊斯蘭革命衛隊高級軍人高黎邁薩·索萊瑪尼。

### 烏克蘭國際航空空難
是次空襲後不久，联邦航空管理局就已經發出禁飛兩伊空域的通知。不過數小時後，一架波音737-800飛機在伊玛目霍梅尼国际机场起飛後不久墜毀，機上176人全部罹難，包括至少130名伊朗人。伊朗官方起初否認空難與導彈襲擊有關，只表示是「技術故障」。不過，伊朗在事後拒絕波音或美國航空局人員取得黑盒數據，引起外界懷疑。
1月9日，《紐約時報》公開片段，顯示客機遭到伊朗導彈擊中。兩日後，伊朗承認因人為失誤而擊落客機，聲稱軍方錯誤辨認客機為「敵對目標」。悼念活動迅速演變為反政府示威浪潮，全國都有示威者斥責德黑蘭政府試圖隱瞞事件，部分人更要求最高領袖辭職。美國總統特朗普在推特發文，以英語和波斯语表達對示威者的支持。英國駐伊朗大使洛畢·麥奇因參與德黑蘭阿美卡比科技大學的悼念會和其後的反政府示威，而被捕和被拘留超過一小時。根據塔斯廉新聞社報導，麥奇因為「懷疑組織、挑釁和指揮激進行動」而被捕。英國外交大臣多米尼克·拉布形容駐外大使被捕是「公認違背國際法」。

## 反應

### 伊朗
2020年1月8日，伊朗最高领袖阿里·哈梅內伊表示是次軍事行動並不足夠，美國在中東的「腐敗存在」必須終結，哈梅內伊由描述空襲是「掌摑了」美國。
伊朗外長穆罕默德·贾瓦德·扎里夫在推特發文表示「伊朗根據《聯合國憲章》第51條，就國民和高官遭遇武裝襲擊採取了相應的自衛措施，向施襲方的基地發動襲擊。我們無意將局勢升級或開戰，但會保衛自己免受侵略。」

### 美國
美國總統特朗普於推特發文首度公開回應事件：「一切都很好！」。他補充道，當局正評估損毀情況，又指自己將於翌日早上發表官式聲明。總統及後在白宮發表電視講話，參謀長聯席會議成員亦在旁。特朗普力求減低緊張局勢，包括淡化空襲的影響，又指伊朗看起來「退下了」，並排除以軍事行動報復。此外，特朗普稱願意「擁抱和平」，督促各國在中東有更多合作，提出美伊兩國可以合作擊潰共同敵人伊斯兰国。不過，講話沒有跡象表明華府會放輕對伊朗的「最大施壓」，總統宣布將會加強制裁伊朗，而且在講話伊始便重申美方永遠不會容許伊朗擁有核武。
民主共和兩黨的參議員建議華府將伊朗局勢降溫，參議院多數黨領袖米奇·麥康諾表示「我相信總統想避免衝突和不必要的生命損失，但他為保護美國的生命和利益做好了適當的準備，我希望伊朗領導人不要錯估和懷疑我們的集體意願，而發動進一步的攻擊。」
美國致函聯合國時寫道，美國準備好在中東採取進一步必要的行動，以確保美國人員的安全，亦已經預備好「在無前提下與伊朗進行重要談判」，避免兩國開戰。

### 國際反應

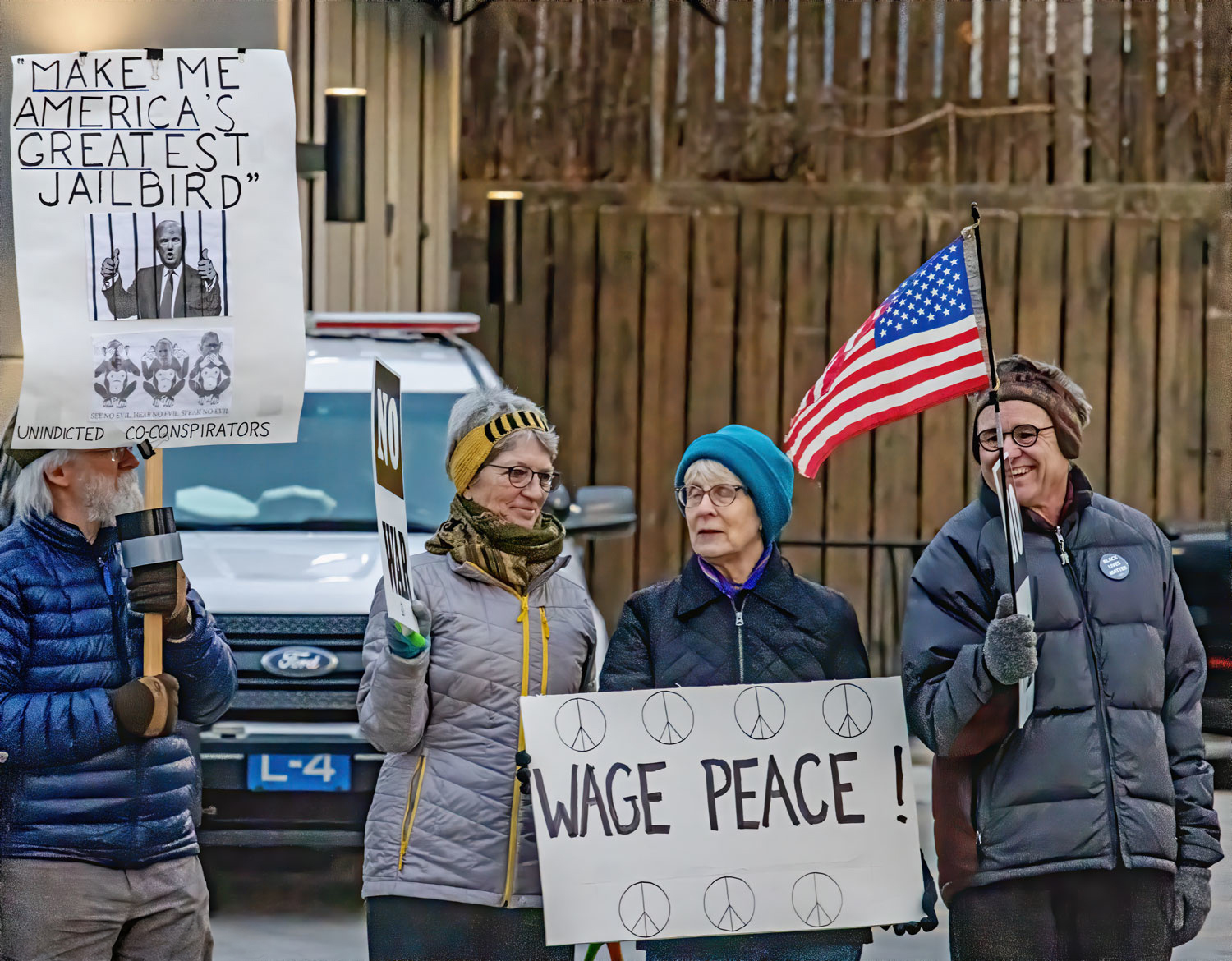
2020年1月9日，在俄亥俄州哥倫布的“不對伊朗發起戰爭”集會

#### 歐盟
歐盟成員國領袖公開和私底下督促特朗普不要軍事報復伊朗空襲。

#### 英國
英國首相鲍里斯·约翰逊譴責伊朗發動導彈襲擊，督促伊方避免更進一步的「魯莽且危險」空襲。

#### 伊拉克
在美國總統發聲明後不久，具影響力的伊拉克教士穆克塔达·萨德尔呼籲跟隨者不要向美國在伊拉克的部分發動襲擊；萨德尔亦呼籲雙方停火，因為空襲侵犯了伊拉克的主權。
沙特阿拉伯
沙特阿拉伯國防部副部長哈立德·本·萨勒曼王子表示沙特會與伊拉克站在一起，並竭盡所能避免「戰爭和外來各方衝突所帶來的危險。」

#### 土耳其
土耳其總統雷杰普·塔伊普·埃尔多安與俄羅斯總統弗拉基米尔·普京出席土耳其溪天然氣管道動工儀式時表示，「沒有一方，尤其是伊拉克，有權為自己的利益而將整個地區拉入新的火圈。……我國盟友美國和鄰國伊朗的緊張局勢已去到一個我們不想見到的地步。」埃爾多安又強調土耳其在化解危機上的外交努力。